# فريق الطوارئ الوطني للصحة العامة (2020)
فريق الطوارئ الوطني للصحة العامة (2020)
فريق الطوارئ الوطني للصحة العامة (NPHET) هو فريق يوجد ضمن وزارة الصحة في أيرلندا، ووفقًا لوزير الصحة سيمون هاريس فإن هذا الفريق حاليًا يشرف ويقدم التوجيه والمشورة المتخصصة عبر الخدمة الصحية والخدمة العامة الأوسع ، وعلى المستوى الوطني حول الاستجابة لمرض فايروس. كوروناCOVID-19.
وفقًا لصحيفة The Irish Times ، تم إنشاء NPHET للتعامل مع السارس- CoV-2 الناشئ في 27 يناير 2020.

## نبذة عن الفريق
كان NPHET يراقب انتشار الفيروس قبل التأكد من وصوله إلى أيرلندا. عندما تأسست في عام 2020 ، كانت تحتوي في البداية على غرفة متوسطة الحجم في وزارة الصحة. [5] ثم انتقلت إلى غرفة أكبر مع تطور الأحداث.[بحاجة لمصدر] وفي نهاية المطاف مع انتشار الفيروس، بدأت الاجتماعات اليومية عن بُعد باستخدام تطبيق Zoom.
تم الإعلان عن أول حالة معروفة لـ COVID-19 التي وصلت إلى أيرلندا في 27 فبراير 2020، وهي تعود لامرأة كانت تتزلج في شمال إيطاليا وعادت بالطائرة عبر مطار دبلن ، وسافرت بالحافلة إلى محطة كونولي (محطة السكك الحديدية الأكثر ازدحامًا في أيرلندا) ) قبل الخروج إلى أيرلندا الشمالية بالقطار ؛ وتم تأكيد إصابتها بعد ذلك بيومين. وتم تأكيد أول حالة معروفة لـ COVID-19 في أحد سكان جمهورية أيرلندا في مقاطعة دبلن في 29 فبراير 2020 ، لطالب في مدرسة ثانوية عاد من منطقة متأثرة في شمال إيطاليا.
ونتيجة لذلك استمر NPHET في الاجتماع بعد وصول الفيروس إلى أيرلندا لتنسيق الاستجابة الوطنية للوباء.
يرأس NPHET  المدير الطبي توني هولوهان، بالإضافة إلى الدعم من ثلاثة نواب لرئيس الأطباء.وتميل الاجتماعات إلى البدء بعمل تقرير وبائي حول آخر التطورات الفيروسية في أيرلندا. [5] ووضع ذلك التقرير بعد أن يسأل هولوهان عن وجهات نظر أطباء الصحة العامة. وبعد ذلك تتم صياغة رسالتين في نهاية كل اجتماع ، واحدة لـ Taoiseach والأخرى لوزير الصحة. [5] بالإضافة إلى ذلك ، قبل كل اجتماع فإن هولوهان يقدم جدول أعماله لوزير الصحة في مكالمة واستعلام عما إذا كانت الحكومة لديها أي شيء محدد ترغب في مناقشته. [5]
استخدمت NPHET الإحاطات الصحفية لإيصال التحديثات والمبادئ التوجيهية والإحصاءات وتغييرات السياسة للشعب خلال وباء COVID-19 في أيرلندا.
بعد أن تبين أن جدول الأعمال وملاحظات الاجتماع لـ NPHET لم يتم نشرها منذ نهاية مارس ، وبعد تصحيح المكالمات في Dáil Éireann ، تم نشر مذكرة الجلسة لاحقًا في نهاية أبريل. وقبل ذلك بوقت قصير نشرت NPHET تفاصيل هيكلها الإداري.

## المجموعة الاستشارية لفيروس كورونا
المجموعة الاستشارية لفيروس كورونا هي مجموعة فرعية من NPHET
ويترأسها Cillian de Gascun وهو مدير المختبر الوطني المرجعي للفيروسات ومقره UCD.
واجتمعت مجموعة خبراء فايروس كورونا الاستشارية لأول مرة في 5 فبراير 2020 في دبلن.